# Al-Sâlih Nâsir ad-Dîn Muhammad ben Tatar
Al-Sâlih Nâsir ad-Dîn Muhammad ben Tatar est un sultan mamelouk burjite qui règne en Égypte en 1421 et 1422.

## Biographie
Quatre mois après sa prise de pouvoir Az-Zâhir Sayf ad-Dîn Tatar meurt de mort naturelle après avoir désigné son fils Muhammad comme successeur avec Barsbay comme précepteur et un autre émir, nommé Djanibey, comme et régent (1421). Muhammad n'a que dix ans lorsqu'il accède au trône, il prend le titre d’As-Sâlih Nâsir ad-Dîn. La rivalité entre les deux émirs est inévitable. Barsbay emprisonne Djanibey et prend le pouvoir en 1422.